# Pinguicula utricularioides
Pinguicula utricularioides este o specie de plante carnivore din genul Pinguicula, familia Lentibulariaceae, ordinul Lamiales, descrisă de S. Zamudio și Amp; J. Rzedowski. Conform Catalogue of Life specia Pinguicula utricularioides nu are subspecii cunoscute.